# Philaenus leucophthalmus
Philaenus leucophthalmus är en insektsart som först beskrevs av Linne 1758.  Philaenus leucophthalmus ingår i släktet Philaenus och familjen spottstritar. Inga underarter finns listade i Catalogue of Life.